# Wonder Egg Priority
Wonder Egg Priority  (яп. ワンダーエッグ・プライオリティ Ванда: эггу пурайорити, букв. «Приоритет чудо-яйца») —  оригинальный аниме-сериал, созданный Сином Вакабаяси по сценарию Синдзи Нодзимы. Производством занималась студия CloverWorks. Сериал транслировался на Nipon TV и других каналах с января по март 2021 года; премьера специальной серии состоялась в июне 2021 года.

## Сюжет
Ай Ото — четырнадцатилетняя девочка с ярко выраженной гетерохромией, из-за чего она является изгоем среди одноклассников. Ай становится свидетелем самоубийства своей подруги Които Нагасэ. Чтобы воскресить Които, Ай заключает договор с таинственным существом: она обязана, покупая в гасяпоне Чудо-яйца, защищать их обитателей (души подростков, совершивших суицид). Постепенно Ай знакомится с тремя девочками, также защищающими яйца: Нэйру Аонумой, Момоэ Саваки и Рикой Каваи.

## Персонажи
- Ай Ото (яп. 大戸 アイ О:то Ай) — четырнадцатилетняя девочка с гетерохромией. В прошлом Ай подружилась с Които Нагасэ, девушкой, которая недавно перевелась из другой средней школы. После самоубийства Които Ай перестала посещать школу. Ай покупает Чудо-яйца, чтобы воскресить Които, а также узнать правду о том, почему та покончила с собой.

Сэйю: Каната Айкава
- Нэйру Аонума (яп. 青沼 ねいる Аонума Нэйру) — тихая и молчаливая четырнадцатитилетняя девочка со смуглой кожей. Будучи гением, родившимся в результате искусственного оплодотворения половых клеток двух членов общества Менса, является президентом крупной компании. Желает вернуть свою младшую сестру, пытавшуюся зарезать Нэйру (от чего у нее остались шрамы на спине).

Сэйю: Томори Кусуноки
- Рика Каваи (яп. 川井 リカ Каваи Рика) — четырнадцатилетняя дерзкая пацанка, желающая, чтобы за неё всегда платили. Раньше выступала в подростковой айдол-группе и имела своих поклонников, среди которых была и толстушка Тиэми, доверием которой Рика часто пользовалась. Чтобы одалживать Рике деньги, Тиэми приходилось воровать, и позже она умерла от недоедания.

Сэйю: Сюка Сайто
- Момоэ Саваки (яп. 沢木 桃恵 Саваки Момоэ) — четырнадцатилетняя девочка, которую часто принимают за мальчика из-за её выраженной «мужской» внешности. Племянница классного руководителя Ай Сюитиро Саваки. В классе никто не обходился с Момоэ как с девочкой, кроме подруги Харуки, которая не скрывала своего влечения к Момоэ. Момоэ отвергла ухаживания Харуки, и та бросилась под поезд.

Сэйю: Хинаки Яно
- Които Нагасэ (яп. 長瀬 小糸 Нагасэ Които) — единственная подруга Ай. До начала событий сериала она покончила с собой, спрыгнув с крыши своей школы. Чтобы спасти её, Ай согласилась покупать яица.

Сэйю: Адзуса Тадокоро
- Сюитиро Саваки (яп. 沢木 修一郎 Саваки Сю:итиро:) — классный руководитель Ай Ото и куратор школьного художественного кружка. Дядя Момоэ Саваки. После самоубийства Които часто навещает главную героиню Ай.

Сэйю: Масатомо Накадзава

## Трансляция и выпуск
Сериал является совместным производством компаний Aniplex, Nippon Television и D. N. Dream Partners. Режиссёром выступил Син Вакабаяси, сценаристом — Синдзи Нодзима, а дизайн персонажей разработал Саки Такахаси. Музыку написала Масуми Ито совместно с DE DE MOUSE. Сериал транслировался на Nippon TV и других каналах с 13 января по 31 марта 2021 года. Во время трансляции последней серии было объявлено, что специальная серия выйдет 30 июня 2021 года в 12:00 утра по восточному времени.

### Список серий
| № серии | Название                                                             | Трансляция в Японии  |
| ------- | -------------------------------------------------------------------- | -------------------- |
| 1       | The Domain of Children «Кодомо но рё:бун» (子供の領分)               | 13 января 2021 года  |
| 2       | The Terms of Friendship «Томодати но дзё:кэн» (友達の条件)           | 20 января 2021 года  |
| 3       | A Bare Knife «Хадака но найфу» (裸のナイフ)                          | 27 января 2021 года  |
| 4       | Colorful Girls «Карафуру га:рудзу» (カラフル・ガールズ)              | 3 февраля 2021 года  |
| 5       | The Girl Flautist «Фуэ о фуку сё:дзё» (笛を吹く少女)                 | 10 февраля 2021 года |
| 6       | Punch Drunk Day «Пантидоранку дэ:» (パンチドランク・デー)            | 17 февраля 2021 года |
| 7       | After School at 14 «Дзю:ён сай но хо:каго» (14才の放課後)            | 24 февраля 2021 года |
| 8       | The Happy Friendship Plan «Акаруй томодати кэйкаку» (明るい友達計画) | 3 марта 2021 года    |
| 9       | A Story No One Knows «Дарэ мо сиранай моногатари» (誰も知らない物語) | 10 марта 2021 года   |
| 10      | Confession «Кокухаку» (告白)                                         | 17 марта 2021 года   |
| 11      | An Adult Child «Отона но кодомо» (おとなのこども)                    | 24 марта 2021 года   |
| 12      | An Unvanquished Warrior «Макэдзару сэнси» (負けざる戦士)             | 31 марта 2021 года   |
| SP      | Priority «Пурайорити» (プライオリティ)                               | 30 июня 2021 года    |

## Критика
По мнению сайта IGN, Wonder Egg Priority является «одним из лучших аниме-сериалов 2021 года».